# Cua de marea
Una cua de marea és una regió prima i allargada d'estels i gas interestel·lar que s'estén a l'espai des d'una galàxia. Les cues de marea ocorren com a resultat de les forces de marea galàctica entre les galàxies que interactuen. Exemples de galàxies amb cues de marea inclouen la Galàxia Capgròs i les galàxies dels Ratolins. Les forces de marea poden expulsar una quantitat significativa de gas d'una galàxia cap a la cua; dins de les galàxies Antennae, per exemple, gairebé la meitat de la matèria gasosa observada s'hi troba dins de les estructures de la cua. Dins d'aquestes galàxies que tenen cues de marea, aproximadament el 10% de la formació estel·lar de la galàxia té lloc en la cua. En general, aproximadament l'1% de tota la formació estel·lar en l'univers conegut ocorre dins de cues de marea.
Alguns parells de galàxies que interactuen tenen dues cues diferents —com és el cas de les Antennae—, mentre que altres sistemes tenen una sola cua. La majoria de les cues de marea estan lleugerament corbades a causa de la rotació de les galàxies amfitriones. Les que són rectes, en realitat, es poden corbar, però encara són rectes si es veuen de forma recta.

## Història
Els fenòmens ara coneguts com a cues de marea van ser estudiats detalladament per primera vegada per Fritz Zwicky en 1953. Diversos astrofísics van expressar els seus dubtes respecte a si aquestes extensions podrien ocórrer solament com a resultat de «forces de marea»; entre ells hi ha fins i tot el mateix Zwicky qui descriu el seu punt de vista com a «poc ortodox». Borís Vorontsov-Veliamínov va argumentar que les cues eren massa primes i llargues (de vegades tan grans com 100.000 pàrsecs) com per ser produïdes només per la gravetat, ja que aquesta hauria de, en el seu lloc, produir àmplies distorsions. No obstant això, en 1972, el reconegut astrònom Alar Toomre va provar que eren, de fet, les forces de marea les responsables de les cues.